# Cardwella atar
Genre
Espèce
Synonymes
- Wintonia atar Sørensen, 1932

Cardwella atar, unique représentant du genre Cardwella, est une espèce d'opilions laniatores de la famille des Assamiidae.

## Distribution
Cette espèce est endémique du Queensland en Australie. Elle se rencontre vers Cardwell.

## Description
Les syntypes mesurent 3,5 mm.

## Systématique et taxinomie
Cette espèce a été décrite sous le protonyme Wintonia atar par Sørensen en 1932. Elle est placée dans le genre Cardwella par Roewer en 1935.

## Publications originales
- Henriksen, 1932 : « Descriptiones Laniatorum (Arachnidorum Opilionum Subordinis). Opus posthumum recognovit et edidit Kai L. Henriksen. » Det Kongelige Danske Videnskabernes Selskabs skrifter, Naturvidenskabelig og Mathematisk Afdeling, sér. 9, vol. 3, no 4, p. 197–422.
- Roewer, 1935 : « Alte und neue Assamiidae. Weitere Weberknechte VIII (8. Ergänzung der "Weberknechte der Erde" 1923). » Veröffentlichungen aus dem Deutschen Kolonial- und Übersee-Museum in Bremen, vol. 1, no 3, p. 1–168.